# Le Silence des femmes
Pour plus de détails, voir Fiche technique et Distribution.
Le Silence des femmes est un long métrage dramatique gabonais réalisé par Melchy Obiang dont la sortie officielle est prévue pour le 4 juin 2021 au Ghana.
À l'exception du Gabon, du Maroc, du Sénégal, de la Côte d'Ivoire, de la France et de la Tunisie, qui l'ont diffusé dès le 5 juin 2021 en avant-première,le film est inédit dans tous les pays africains et en Europe.

## Fiche technique
- Titre anglais : The Silence of Women
- Titre français : Le Silence des Femmes
- Réalisation : Melchy Obiang[4],[5],[6]
- Musique : Yemi Alade
- Société de production : Studios Montparnasse
- Pays d'origine :  Gabon
- Langue originale : français
- Durée : 95 minutes
- Date de sortie : 4 juin 2021 au Ghana

## Distribution
- Guy Médard Obiang
- Rellya Michelle Mavikana
- Bertrand Essonne
- Olivia Mbang
- Bérénice Aba'a
- Aimerance Likole
- Francilia Mengue
- Mylène
- Marie Danielle Manfoumbi
- Julie Mengue
- Giscard Cholot
- Stéphanie Mafouo
- Messi Desouza
- Ludmila Poaty
- Rebecca Niomnba

## Note et référence
1. ↑  Première sortie officielle » sur Faapa
2. ↑  synopsis du film » sur Gabon médias times
3. ↑  synopsis du film » sur Gabon review
4. ↑  Melchy Obiang, interview pour la doc médias, juin 2021
5. ↑  Melchy Obiang, interview pour l'Union, juin 2021
6. ↑  « Le Silence des Femmes, article de Bienvenue au Ghana »(Archive.org • Wikiwix • Archive.is • Google • Que faire ?), juin 2021